# Leon Radošević
Leon Radošević (* 26. Februar 1990 in Sisak, SR Kroatien) ist ein deutsch-kroatischer Basketballspieler. Nach zwei Meisterschaften in jungen Jahren mit KK Cibona in seiner Heimat spielte Radošević in Italien und Litauen, bevor er zur Bundesliga-Saison 2013/14 zum deutschen Pokalsieger Alba Berlin wechselte. Mit diesem Verein verteidigte er den Titel im BBL-Pokal 2014. Daraufhin spielte er drei Jahre für Serienmeister Brose Bamberg, ehe er zum FC Bayern München wechselte.

## Karriere
Radošević feierte in seiner Jugend seine ersten größeren Erfolge mit den kroatischen Jugendauswahlmannschaften, mit denen er bei der U18-Europameisterschaft 2008 eine Bronzemedaille gewann. Zusammen in einer Mannschaft mit unter anderem Mario Delaš verlor man bei der folgenden U19-Weltmeisterschaft das Halbfinale nur knapp mit vier Punkten Unterschied gegen den späteren Weltmeister aus den Vereinigten Staaten, die ungeschlagen blieben und gegen die Kroaten ihren knappsten Turniersieg errangen. Im Spiel um die Bronzemedaille gewann man gegen die australische Auswahl, gegen die man in der Vorrunde noch verloren hatte. Anschließend gehörte Radošević auch fest dem Seniorenkader von KK Cibona aus der Hauptstadt Zagreb an, mit dem er 2009 das Double aus Meisterschaft und Pokal in Kroatien gewonnen hatte. In der supranationalen ABA-Liga 2009/10 erreichte Cibona nach der Vizemeisterschaft im Vorjahr den ersten Platz nach der Hauptrunde, verlor jedoch vor eigenem Publikum erneut das Finale gegen KK Partizan Belgrad nach Verlängerung. In der kroatischen Meisterschaft konnte man den Titel verteidigen. Anschließend musste der Verein die Abgänge wichtiger Spieler wie unter anderem Marko Tomas und Lukša Andrić hinnehmen und konnte an die vorangegangenen Erfolge in der Saison 2010/11 nicht mehr anschließen. Nachdem man im wichtigsten europäischen Vereinswettbewerb EuroLeague in der Saison 2009/10 noch knapp den Einzug in die Runde der besten 16 Mannschaften erreicht hatte, blieb man in der Vorrunde der EuroLeague-Saison 2010/11 in zehn Spielen ohne einen einzigen Sieg.
Zur Saison 2011/12 verließ neben Bojan Bogdanović auch Radošević KK Cibona und wechselte in die Lega Basket Serie A zum italienischen Rekordmeister Olimpia Mailand, der unter dem Sponsorennamen EA7 Emporio Armani antrat. In Mailand musste sich Radošević erneut mit deutlich weniger Einsatzzeit begnügen und die Mannschaft verpasste in der EuroLeague-Saison 2011/12 nur knapp den Einzug in die Viertelfinal-Play-offs. In der italienischen Meisterschaft erreichte man nach fünf Jahren erstmals wieder die Finalserie um die Meisterschaft, die jedoch nach nur einem Sieg in fünf Spielen gegen Serienmeister Montepaschi Siena verloren ging. Zu Beginn der Saison 2012/13 wurde Radošević an den litauischen Vizemeister Lietuvos rytas aus der Hauptstadt Vilnius ausgeliehen, der jedoch wie auch Mailand in der EuroLeague bereits nach der Vorrunde ausschied. Daher kehrte Radošević bereits Mitte Januar 2013 nach Mailand zurück, wo er mit seiner Mannschaft als Hauptrundenvierter diesmal bereits in der ersten Play-off-Runde knapp in sieben Spielen gegen den Titelverteidiger und späteren Meister Siena unterlag.
Zur Saison 2013/14 wurde Radošević vom deutschen Pokalsieger Alba Berlin für zwei Jahre verpflichtet. Mit der Mannschaft spielte Radošević seit vier Jahren erstmals nicht mehr in der Euroleague, sondern erreichte mit höheren Einsatzzeiten als bei seinen bisherigen Mannschaften das Viertelfinale im Eurocup 2013/14, das gegen Valencia Basket Club verloren ging. Beim BBL-Pokal 2014 konnte die Mannschaft in einer Neuauflage des Vorjahresfinales den Gastgeber Ratiopharm Ulm bezwingen und den Titel verteidigen. In der nationalen Meisterschaft verlor man hingegen die Finalserie der Bundesliga-Spielzeit 2013/14 gegen den neuen Meister FC Bayern München. Als deutscher Vizemeister erhielt man eine Einladung in Form einer Wildcard zur Teilnahme an der EuroLeague-Saison 2014/15, wo man am letzten Zwischenrundenspieltag als erste deutsche Mannschaft in der ULEB-Ära kurz vor dem Einzug in die Viertelfinal-Play-offs stand. Doch nach der Heimniederlage gegen Titelverteidiger Maccabi Tel Aviv wurde dieser Prestigeerfolg verpasst. Ebenso misslang eine Titelverteidigung im nationalen Pokalwettbewerb und der erneute Einzug in die Meisterschafts-Finalserie, als man im alles entscheidenden Spiel der Halbfinalserie zuhause nach Verlängerung Titelverteidiger FC Bayern unterlag.
Zu Beginn der Saison 2015/16 hatte Radošević einen zunächst auf zwei Monate befristeten Vertrag bei Beşiktaş JK aus Istanbul, für den neben Einsätzen im Eurocup 2015/16 auch in der Türkiye Basketbol Ligi agierte. Nach Auslaufen des Vertrages kehrte er die deutsche Liga zurück und spielte die folgenden drei Jahre für den amtierenden deutschen Meister Brose Bamberg, mit denen er 2016 Meister und 2017 sogar Double-Sieger wurde. Mit Bamberg trat er zudem in der EuroLeague an und wurde 2017 deutscher Staatsbürger, weswegen er fortan nicht mehr zu den in der Bundesliga höchstens pro Spiel einsetzbaren sechs Ausländern gehörte. Nach der enttäuschenden Saison 2017/18 bei den Oberfranken entschied sich Radošević, angesichts des bevorstehenden Umbruchs in Bamberg verbunden mit dem freiwilligen Abstieg aus dem EuroCup in die Champions League seine Ausstiegsoption zu ziehen und sich dem FC Bayern München anzuschließen, um weiterhin auf höchstem europäischen Niveau anzutreten.
2022 verließ er München nach dem Auslaufen des Vertrags und ging zu Derthona Basket. 2024 wechselte er zu Dubai Basketball, das zuvor in die Adriatische Basketballliga aufgenommen worden war.

## Erfolge
- Deutscher Meister: 2016, 2017, 2019
- Deutscher Pokalsieger: 2013, 2014, 2017, 2021